# Xabier Montoia

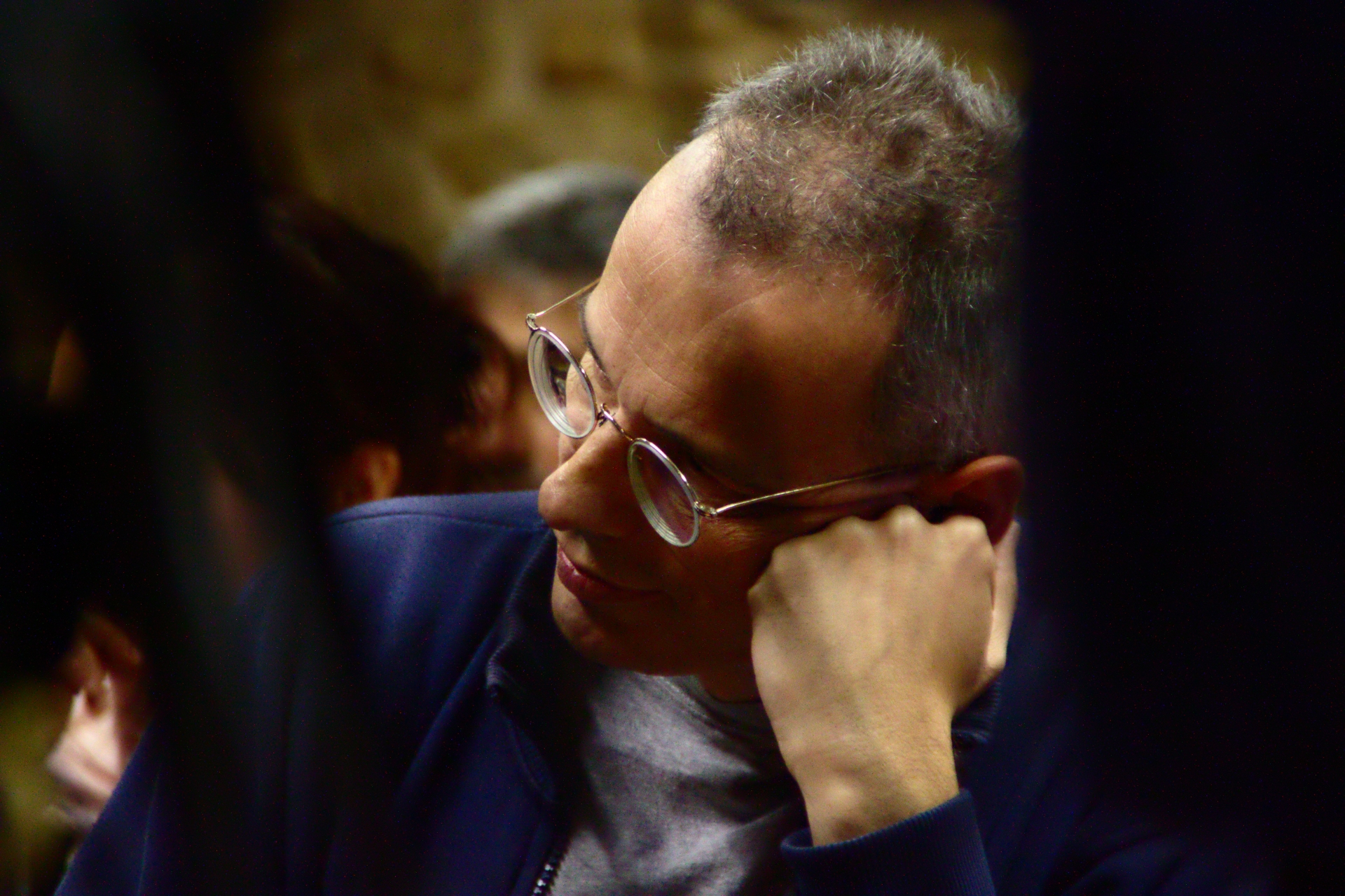
Xabier Montoia

Xabier Montoia Revuelta es un músico y escritor español, nacido el 24 de septiembre de 1955 en Vitoria (Álava, España). Tanto en su faceta musical como literaria, su lengua de expresión es el euskera.

## Biografía
Su carrera musical comenzó a principios de los años 1980, cuando formó Hertzainak. Abandonó el grupo antes de que llegasen a grabar ningún álbum, momento en el que conoció a Kaki Arkarazo con quien fundó M-ak, una banda considerada de culto hoy en día en el País Vasco. Con el grupo grabó un total de cinco álbumes. M-ak se disolvió en 1991. Hasta 1995 no se supo nada más de Xabier, musicalmente hablando, año en el que publicó su primer álbum en solitario Beti oporretan. En 2002 apareció su cuarto trabajo: Ni ez naiz Xabier Montoia, y en 2011 el quinto, Montoiaren mundu miresgarria.
Su carrera literaria comenzó también en 1983, año en el que publica su primer poemario: Anfetamiña. A este libro le han seguido tres poemarios más, ocho libros de novela y narrativa y un libro de crónica social.

## Discografía

### M-ak
- M-ak (IZ, 1983)
- Emeak, eta arrak (Nuevos Medios, 1986)
- Zuloa (IZ, 1987)
- Barkatu ama (IZ, 1989)
- Gor (Zarata, 1990)

### Álbumes en solitario
- Beti oporretan (Esan Ozenki, 1995).
- Hemen (Esan Ozenki, 1997).
- Lagunak, adiskideak... eta beste hainbat etsai (Esan Ozenki, 1999).
- Ni ez naiz Xabier Montoia (Metak, 2002).
- Montoiaren mundu miresgarria (Bidehuts, 2011).
- Gorraizea (Gaztelupeko Hotsak, 2017).

## Obra literaria
| Narrativa - Emakume biboteduna (Susa, 1992) - Gasteizko hondartzak (Susa, 1997) - Baina bihotzak dio (Elkar, 2002) - Euskal Hiria sutan (Elkar, 2006) - Fucking Artists (Elkar, 2010) Crónica social - Plastikozko loreak erregearentzat (Susa, 1998) | Novelas - Non dago Stalin? (Susa, 1991) - Hezur gabeko hilak (Susa, 1999) - Denboraren izerdia (Elkar, 2003) - Blackout (Susa, 2004) - Elektrika (Susa, 2004) - Golgota (Elkar, 2008) | Poesía - Anfetamiña (Susa, 1983) - Likantropo (Susa, 1985) - Narraztien mintzoa (Susa, 1988) - XX. mendeko poesia kaierak: Xabier Montoia (Susa, 2000) - Bingo (poemak 1981-2000) (Pamiela, 2005) |